# Gobierno de la provincia de San Juan
El gobierno de la provincia de San Juan hace referencia al poder ejecutivo de esta provincia argentina. El gobernador de la provincia de San Juan se elige cada cuatro años en comicios libres, secretos y obligatorios, con posibilidad de una sola reelección.

## Reglamentaciones constitucionales
El poder ejecutivo provincial es ejercido por un ciudadano con el tratamiento de «Señor Gobernador». El gobernador y vicegobernador son elegidos por un período de cuatro años, permitiéndose la reelección por un solo período consecutivo. Los requisitos que deben cumplir para presentarse al cargo son:
1. Haber nacido en territorio argentino o ser hijo de ciudadano nativo si hubiere nacido en país extranjero o argentino naturalizado con diez de años de ejercicio de la ciudadanía.
2. Tener treinta años de edad.
3. Ser elector y tener cinco años de domicilio inmediato en la Provincia, a no ser que la ausencia y la falta de inscripción en el registro cívico sea debido a servicio para la Nación o la Provincia.

El gobernador es el jefe del estado provincial, teniendo a su cargo la administración del mismo y la dirección y ejecución de las leyes. Puede nombrar ministros, en el número y competencias que determine la ley.
El vicegobernador es quien preside la legislatura de la provincia y es el encargado de reemplazar al gobernador en caso de acefalía. 

## Política

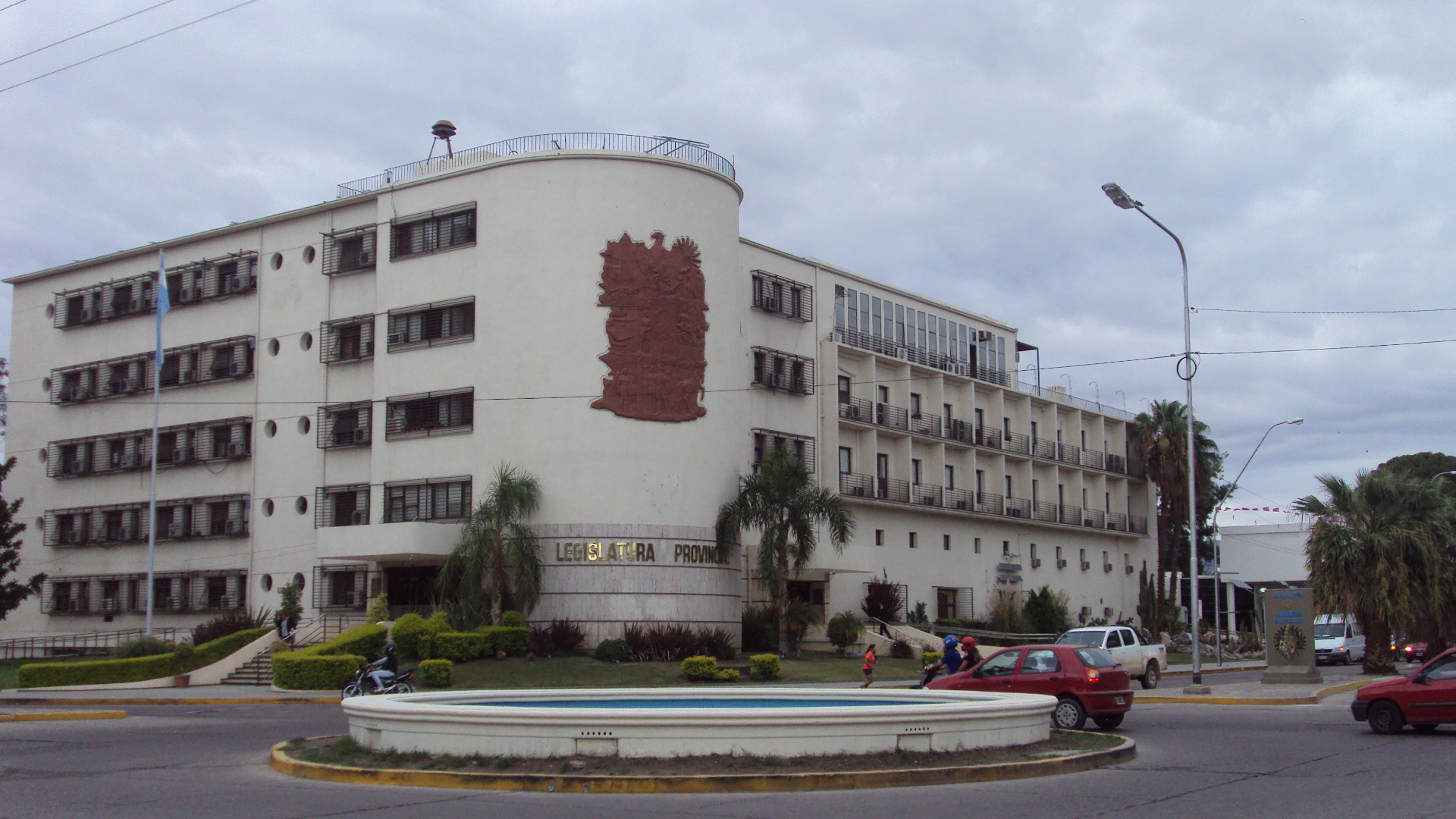
Sede de la legislatura provincial.

El Poder Ejecutivo de la provincia de San Juan es ejercido por un gobernador elegido cada cuatro años por elección popular directa. El gobernador es asesorado por un cuerpo de ministros que él mismo designa, presididos por un Ministro Coordinador de Gabinete.
El poder legislativo es ejercido por una legislatura compuesta por 30 diputados, presidida por el vicegobernador.
El poder judicial de la provincia es encabezado por el Tribunal Superior de Justicia, y diversas cámaras de apelaciones y juzgados divididos territorialmente en siete jurisdicciones. El interés público es representado por un Ministerio Público Fiscal. El 11 de septiembre de 2018, fue sancionada la ley 2352 que establece los tribunales de jurados ciudadanos para entender en ciertas causas criminales.

## Símbolos

### Escudo
En 1911, bajo la sanción de la Ley 1880 se creó el Día del Escudo de la Provincia de San Juan.  Fue creado antes de nacer como provincia independiente. Es similar al de la Argentina, solo que el sol está un poco más elevado. Fue creado aproximadamente 2 años después que el de Argentina, inspirado en este último. 

### Bandera
La bandera de Chubut fue adoptada oficialmente el 17 de diciembre de 2018. Bajo la Ley 1880. Donde se declara el 17 de diciembre de cada año Día de la Bandera de la Provincia de San Juan, en conmemoración a la fecha de sanción de la Ley Nacional Nº 12.328 por la cual se creó la Provincia de San Juan en 1562. 

## Autoridades actuales

Marcelo Orrego, actual gobernador de la Provincia de San Juan.

| Cartera                                        | Titular                  | Periodo                            |
| ---------------------------------------------- | ------------------------ | ---------------------------------- |
| Ministerio de Salud                            | Amilcar Dobladez         | 10 de diciembre de 2023 - presente |
| Ministerio de Educación                        | Silvia Fuentes           | 10 de diciembre de 2023 - presente |
| Ministerio de Economía, Hacienda y Finanzas    | Roberto Gutiérrez        | 10 de diciembre de 2023 - presente |
| Ministerio de Infraestructura, Agua y Energía  | Fernando Perea           | 10 de diciembre de 2023 - presente |
| Ministerio de Producción, Trabajo e Innovación | Gustavo Emilio Fernández | 10 de diciembre de 2023 - presente |
| Ministerio de Gobierno                         | Laura Palma              | 10 de diciembre de 2023 - presente |
| Ministerio de Familia y Desarrollo Humano      | Carlos Platero           | 10 de diciembre de 2023 - presente |
| Ministerio de Minería                          | Juan Pablo Perea         | 10 de diciembre de 2023 - presente |
| Ministerio de Turismo, Deporte y Cultura       | Guido Romero             | 10 de diciembre de 2023 - presente |

| Secretaria                                      | Titular                  | Periodo                            |
| ----------------------------------------------- | ------------------------ | ---------------------------------- |
| Secretaría de Ambiente y Desarrollo Sustentable | Federico Ríos Yáñez      | 10 de diciembre de 2023 - presente |
| Secretaría de Seguridad                         | Gustavo Federico Sánchez | 10 de diciembre de 2023 - presente |
| Secretaría General de la Gobernación            | Emilio Achem             | 10 de diciembre de 2023 - presente |

## Autoridad en Instituciones
- Asesoría Letrada de Gobierno.
- Escribanía Mayor de Gobierno.
- Fiscalía de Estado.
- Jefe de Asesores Señor Gobernador.
- Secretaría Privada.